# Portes (Gard)
Portes település Franciaországban, Gard megyében. Lakosainak száma 324 fő (2022. január 1.). Portes La Vernarède, Chambon, La Grand-Combe, Laval-Pradel, Le Martinet, Peyremale, Robiac-Rochessadoule és Sainte-Cécile-d’Andorge községekkel határos.

## Népesség
A település népességének változása:
| Lakosok száma | 579  | 369  | 313  | 353  | 368  | 359  | 344  | 334  | 330  | 324  |
|               | 1968 | 1982 | 1990 | 2006 | 2013 | 2015 | 2017 | 2019 | 2020 | 2022 |